# Гай Юлій Кордін Гай Рутілій Галлік
Гай Юлій Кордін Гай Рутілій Галлік (24/25 — 91/92) — політичний та військовий діяч Римської імперії, консул-суффект 85 року.

## Життєпис
Походив із заможного роду вершників з Турину. Предки його були галлами, звідси когномен «Галлік». Батько Рутілія вже був сенатором. Замолоду був військовим трибуном XIII Гемінова легіону, після цього призначався квестором (дати не відомі). У 52—53 роках виконував обов'язки едила. Після цього призначений легатом XV Аполлонова легіона, який розміщувався у Карнунті (Паннонія).
За володарювання імператора Нерона Рутілій став претором, а згодом намісником провінції Галатія. У 58 році взяв участь у Вірменському поході проти Парфії. У 62 році став проконсулом провінції Азія. У 68 році став членом колегії августалів, а у 70 році — колегії понтифіків.
У 78 році Гай Рутілія було усиновлено Квінтом Юлієм Кордом. Тому Рутілій додав до свого ім'я родове ім'я та когномен свого названого батька. У 78 році був призначений намісником провінції Верхня Германія. У 84 році став міським префектом Риму. У 85 році обрано консулом-суффектом разом з Луцієм Валерієм Катуллом Мессаліном. Каденція Рутілія тривала до травня.

## Родина
Дружина — Мініца Петіна